# Galina Iwanowna Matwejewa

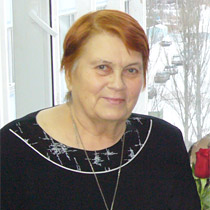
Galina Iwanowna Matwejewa

Galina Iwanowna Matwejewa (russisch Галина Ивановна Матвеева; * 27. Juli 1933 in Ascha; † 6. November 2008 in Samara) war eine sowjetisch-russische Prähistorikerin und Hochschullehrerin.

## Leben
Matwejewas Vater Iwan Jefremowitsch Matwejew war Geschichtslehrer und starb 1942 im Deutsch-Sowjetischen Krieg an der Front bei Sewsk.
Matwejewa studierte an der Universität Perm in der Historisch-Philologischen Fakultät. Nach der Aspirantur bei Otto Bader verteidigte sie 1954 ihre Dissertation über Zahlwörter in russischen Dialekten am Moskauer Städtischen Pädagogischen Institut mit Erfolg für die  Promotion zur Kandidatin der philologischen Wissenschaften.
Nachdem Matwejewa drei Jahre lang als Direktorin des Troizker Regionalheimatmuseums gearbeitet hatte, lehrte sie ab 1961 an der 1957 gegründeten Staatlichen Baschkirischen Universität in Ufa Archäologie und Geschichte einer indigenen Gesellschaft. Auch leitete sie archäologische Expeditionen. Mit erfolgreicher Verteidigung ihrer Dissertation über die Bevölkerung der Taiga und Waldsteppe Baschkiriens im 3.–7. Jahrhundert n. Chr. 1969 am Moskauer Institut für Archäologie der Akademie der Wissenschaften der UdSSR wurde sie zur Kandidatin der historischen Wissenschaften promoviert.
Ab 1969 lehrte Matwejewa an der 1969 wiedergegründeten Staatlichen Universität Kuibyschew (seit 1991 Universität Samara). Im Sommer 1970 begannen die ständigen Ausgrabungen in der Wolga-Flussschlinge Samarskaja Luka. Ab 1974 untersuchte eine Laboratoriumsgruppe unter Matwejewas Leitung Kurgane der Bronzezeit. Entdeckt wurden u. a. eine bronzezeitliche Metallhütte im Dorf Michailo-Owsjanka (Oblast Samara) und eine Wallburg im Dorf Lbischtsche bei Toljatti.
Matwejewa gründete in Samara ein archäologisches Zentrum. Sie lieferte grundlegende Beiträge zur Geschichte der mittleren Wolga-Region. Ihre Forschungsschwerpunkte waren die ersten slawischen Stämme an der mittleren Wolga in den ersten Jahrhunderten n. Chr., die urslawische Imenkowo-Kultur des 4.–7. Jahrhunderts in der mittleren Wolga-Region (benannt nach dem Dorf Imenkowo bei Laischewo) und die materielle Kultur der Protobulgaren.